# Раичевич, Мирко
Ми́рко Ра́йчевич (черног. Мирко Раичевић / Mirko Raičević; 22 марта 1982, Титоград, СФРЮ) — черногорский футболист, полузащитник. Выступал за национальную сборную Черногории.

## Биография

### Клубная карьера
Выступал за сербскую команду «Млади Обилич» и черногорскую «Будучност», где являлся капитаном. Выиграл титул чемпиона Черногории 2008 года с клубом «Будучност».
Летом 2008 года перешёл в луганскую «Зарю», подписал контракт на два года. Играет под 7 номером. Дебютировал 20 июля 2008 года в 1 туре украинской Премьер-лиги в матче с «Металлистом» (1:1) в котором отдал результативный пас на Коллинза Нгаху. Первый свой гол в Премьер-лиге забил в домашнем матче против «Карпат» (1:0).
16 июня 2009 года покинул «Зарю», контракт с ним расторгнут по обоюдному соглашению. Его не устроили финансовые предложения клуба, и поэтому, решили расторгнуть контракт. 23 июня 2009 года перешёл в одесский «Черноморец». С 2010 года стал игроком ужгородского «Закарпатья». В июне 2015 года покинул команду в статусе свободного агента.

### Карьера в сборной
Имеет в своем активе 3 матча за национальную сборную Черногория, в том числе участвовал в историческом для Черногории первом официальном поединке 24 марта 2007 года против сборной Венгрии (2:1). Также играл против Японии и Колумбии.

## Достижения
- Чемпион Черногории (1): 2007/08
- Победитель Первой лиги Украины (1): 2011/12

## Личная жизнь
Женат, очень любит рыбалку — это его хобби.